# Fauconneau (1900)
Fauconneau – francuski niszczyciel z początku XX wieku, typu Durandal. Nazwa oznacza falkonet.
Okręt wziął udział w I wojnie światowej. Początkowo był okrętem flagowym 1. Flotylli Okrętów Podwodnych w Cherbourgu, następnie służył na Morzu Śródziemnym, m.in. w składzie 10. Flotylli Niszczycieli, działając z Syrii i z Salonik. 15 stycznia 1921 roku skreślony z listy floty, a 20 kwietnia 1920 roku sprzedany na złom.